# Animaux domestiques des présidents de la République française
Ceci est une liste des animaux domestiques ayant appartenu aux présidents de la République française et à leurs familles pendant leur(s) mandat(s) au palais de l'Élysée.
Depuis Louis-Napoléon Bonaparte, premier président de la République à occuper le palais de l'Élysée en 1848, une large majorité des présidents ont eu des animaux avec eux à l'Élysée. Les animaux de compagnie présents au « Château » furent assez vite médiatisés sous la présidence de Valéry Giscard d'Estaing et par conséquent de plus en plus connus des Français, participant ainsi à la « légende » du lieu et de la fonction. Pour l'historien Christian Delporte, cela fait partie d'une stratégie de communication visant à adoucir l'image du chef de l'État.

## Liste des animaux domestiques des présidents de la République
| Président                | Animaux | Anecdotes et/ou remarques |
| ------------------------ | --- | --- |
| Emmanuel Macron          | - Nemo - mâle labrador-griffon de couleur noir. - Agathe - femelle poule de couleur rousse. - Jules et Jeanne, respectivement mâle et femelle lévriers tazi. | - Nemo est un jeune chien labrador croisé griffon, de couleur noire, âgé de 2 ans. Il avait été abandonné à Tulle en 2016. Il a été adopté au refuge SPA de Hermeray le 27 août 2017. Son nouveau nom a été choisi en tenant compte de lettre de l'année et en référence au Capitaine Nemo. - Agathe est une poule rousse offerte par le directeur général des poules de Loué, Yves de la Fouchardière. Elle a été adoptée par le président Macron au salon de l'agriculture le 24 février 2018. - Jules et Jeanne sont deux lévriers tazi offerts à Emmanuel Macron lors de son voyage officiel au Kazakhstan fin 2023.                                                       |
| François Hollande        | - Philae - femelle labrador de couleur noire. | - La jeune femelle labrador noir âgée de 2 mois et demi a fait son entrée au palais de l'Élysée le jour de Noël 2014. Elle a été offerte au Président Hollande par la Fédération des anciens combattants français de Montréal. |
| Nicolas Sarkozy          | - Clara - femelle labrador de couleur sable. - Dumbledore - mâle terrier. - Toumi - chien ou chienne de race inconnue. - Big - mâle chihuahua.               | - Anciennement dénommée Estrie, Clara a été offerte au Président Sarkozy par la faculté de médecine vétérinaire de l'Université de Montréal en octobre 2008. - Big appartient formellement à Aurélien Enthoven, le beau-fils de Nicolas Sarkozy. |
| Jacques Chirac           | - Maskou - mâle labrador noir († 7 décembre 1998). - Sumo - mâle bichon maltais blanc. - Sumette - femelle bichon maltais blanc.                             | - Maskou a été offert en 1986 à Jacques Chirac alors qu'il était Premier ministre par la faculté de médecine vétérinaire de l'Université de Montréal. Il meurt à l'âge de 12 ans des suites d'une hypertrophie cardiaque. - « Depuis que Sumo n’avait plus les jardins de l’Élysée pour courir, il avait des comportements agressifs », selon l'ex-Première dame de France Bernadette Chirac. Il est placé dans une ferme à la campagne en décembre 2009 où il se porte bien. - Offerte à l'ancien Président Chirac pour ses 77 ans par son épouse, son petit-fils Martin Chirac, et l'animateur de télévision Michel Drucker dans le cadre de son émission Vivement dimanche. |
| François Mitterrand      | - Baltique - femelle labrador noir,. - Nil - mâle labrador noir. - Gend Jim - cheval turkmène (étalon).                                                      | - Le 11 janvier 1996 à Jarnac, trois jours après la mort de François Mitterrand, Baltique est présente sur le perron de l'église où ont lieu les funérailles de l'ancien président. Elle est tenue en laisse par Michel Charasse, ancien ministre du Budget, durant toute la cérémonie. |
| Valéry Giscard d'Estaing | - Jugurtha - braque de Weimar. - Samba - mâle labrador noir.                                                                                                 | - Samba a été offert à Valéry Giscard d'Estaing par la reine Élisabeth II en 1976, lors du voyage officiel du président français au Royaume-Uni. Le labrador ayant été éduqué en anglais, Valéry Giscard d'Estaing s'adressait à lui dans cette langue. Une statue de Samba orne la tombe de Valéry Giscard d'Estaing à Authon. |
| Georges Pompidou         | - Jupiter - mâle labrador chocolat, | |
| Charles de Gaulle        | - Rasemotte - mâle corgi - Grigri - mâle chartreux | - Cadeau de Dorothy MacMillan, épouse du premier ministre britannique Harold MacMillan, Rasemotte vivait au domaine de La Boisserie. - Également établi à La Boisserie, il était le « seul privilégié à avoir le droit d'aller partout dans la maison ». « Il faut toujours un chat à la campagne à cause des souris dans le grenier», expliquait le général de Gaulle. |
| René Coty                | | - Remise à l'Élysée par le Cat-Club de France à Mme René Coty d’un couple de chats le 20 juillet 1954. |
| Raymond Poincaré         | - Bravo - mâle berger allemand. - Bijou - cheval | |
| Jules Grévy              | - Bébé - canard | - Bébé (d) aurait été le canard favori du président Grévy, qui lui apportait quelquefois à manger dans les jardins de l’Élysée. Il a été rendu célèbre au moins depuis 1883 par les chansonniers et les caricaturistes, et notamment par J. Blass dans le Triboulet et Le Pilori. Cependant, après la mort de Grévy, le colonel Lichtenstein, officier d'ordonnance du président, affirme que « M. Grévy n'eut jamais, à la connaissance de son entourage et de ses amis, de canard favori auquel il aurait, dit-on, donné des soins spéciaux ». |

## Animaux du parc
Des canards vivent dans le parc de l'Élysée. François Mitterrand leur portait tant d'affection qu'il a fait promettre à son successeur de veiller à leur bien-être. Les services de l'Élysée ont même démenti officiellement la rumeur selon laquelle le chien de Claude Chirac les avait mangés.
Ils sont mis à l'abri lors de la garden-party de l'Élysée.